# Torre del Cortijo
La Torre del Cortijo es una torre vígia de finales del siglo X principios del XI que formó parte de la fortaleza arense. Ubicada en el patio de la Casa del Cortijo, es visible por la calle del Cortijo. Se halla en la parte más antigua del núcleo urbano de Aras de los Olmos, en la calle Rey Don Jaime, quedando actualmente incluida en el recinto del museo municipal. Se encuentra en el Centro de Interpretación del Ecomuseo de Aras de los Olmos, sito en la Casa del Cortijo.
Bajo la protección de la Declaración genérica del Decreto de 22 de abril de 1949, y la Ley 16/1985 sobre el Patrimonio Histórico Español.

## Historia
Aunque la llamada Torre del Cortijo se edificara probablemente sobre una construcción íbera, su factura es claramente musulmana, probablemente de principios del siglo XI, cuando los Banu Qasim gobernaban la taifa de Alpuente.
Existen indicios de que fue reformada durante los primeros años de la Reconquista cristiana. Debió formar parte del circuito amurallado de la villa en época medieval ya que en sus proximidades se han encontrado vestigios de sus lienzos.

## Descripción
En el patio central de la Casa del Cortijo se alza la torre islámica, principal muestra de arquitectura civil del municipio, construida durante el siglo X.
En ella también se observan restos del lienzo de la muralla árabe, así mismo en buen estado de conservación, y cómo se ha aprovechado para hacer edificaciones. Es una torre de planta cuadrada, típicamente musulmana, de unos 5 por 5 m de base y 8 m de altura, hecha de argamasa con cantos. Recientemente ha sido rehabilitada. En 1998, fue adquirida por el Ayuntamiento como patrimonio histórico – artístico municipal.